# Onthophagus quadrinodosus
Onthophagus quadrinodosus là một loài bọ cánh cứng trong họ Bọ hung (Scarabaeidae).